# 意大利工人党
意大利工人党（義大利語：Partito Operaio Italiano，缩写为POI）是意大利历史上的一个社会主义政党。
1882年，朱塞佩·克罗切和科斯坦蒂诺·拉扎里在米兰建立该党，并得到菲利波·屠拉蒂领导的米兰社会主义联盟的外部支持。
该党创作了《工人颂》，这是一首由屠拉蒂于1886年作词、阿明托雷·加利作曲的社会主义颂歌，被认为是意大利工人运动中最重要的历史歌曲之一。
1892年8月14日，该党与米兰社会主义联盟合并为意大利劳动党（1893年，改名为“意大利工人社会党“；1895年，改名为”意大利社会党”），由屠拉蒂领导。